# Optya asidia
Optya asidia är en insektsart som beskrevs av Webb 1980. Optya asidia ingår i släktet Optya och familjen dvärgstritar. Inga underarter finns listade i Catalogue of Life.